# 伯克利 (格洛斯特郡)
伯克利（英語：Berkeley，/ˈbɑːrkliː/）是英格蘭格洛斯特郡的一個小鎮和民政教區，位於塞文河東岸和M5高速公路之間。貝克利以伯克利城堡而著稱。伯克利城堡是被囚禁的愛德華二世的被殺害地點。